# Sojuz TM-8
Sojuz TM-8 je označení sovětské kosmické lodi, ve které odstartovala mise k sovětské kosmické stanici Mir. Byla to 8. expedice k Miru.

## Posádka
- Alexandr Viktorenko (2)
- Alexandr Serebrov (3)

V závorkách je uveden dosavadní počet letů do vesmíru včetně této mise.